# Valley Acres
Valley Acres statisztikai település az USA Kalifornia államában, Kern megyében. Lakosainak száma 504 fő (2020. április 1.).

## Népesség
A település népességének változása:

| 2010 | 527 |
| 2020 | 504 |